# Euphoria (banda)

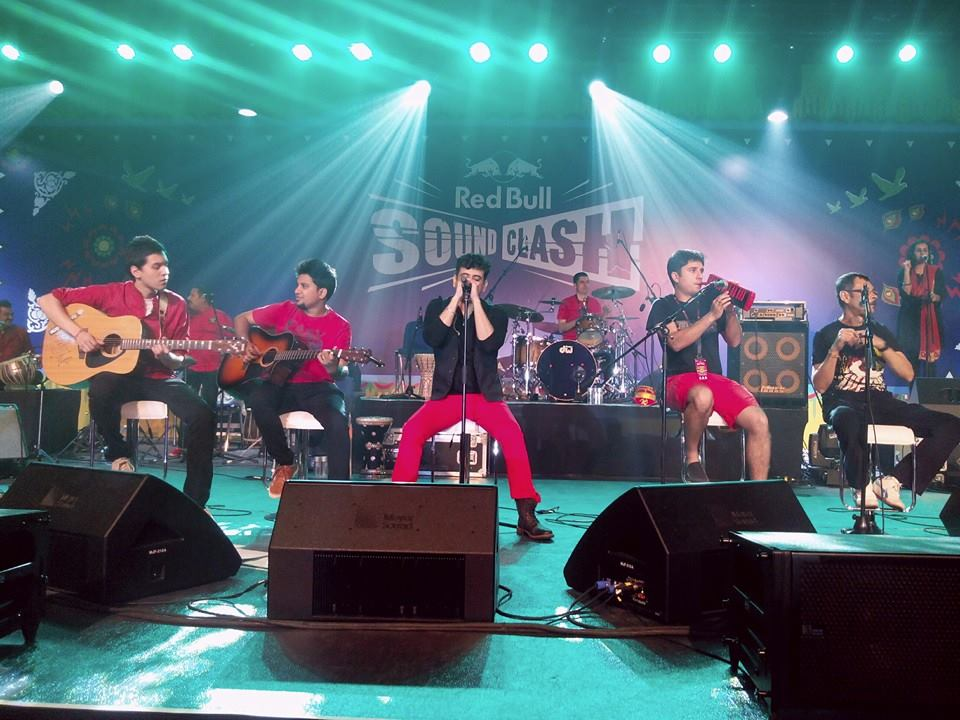
Euphoria en el concierto Red Bull SoundClash, Dubái (2014)

Euphoria (Hindi: युफ़ोरिया, Urdu: یوفوریا), es una banda de rock de la India, formada en 1988 en Nueva Deli. También han interpretado canciones de playback o de reproducción.

## Miembros
La banda está integrada por Gussy Rikh, Palash Sen, Benjamin Pinto, Gaurav Mishra, Rakesh Bhardwaj, Prashant Trivedi, Ashwani Verma, Hitesh Madan, Debajyoti Bhaduri, Vinayak Gupta, Amborish Saikia, y Alok.

## Discografía

### Films
La banda ha compuesto para la banda sonora de una película de Malayalam nombrado como Best of luck (2010).

### Álbumes
- 1998 - Dhoom
- 2000 - Phir Dhoom
- 2003 - Gully
- 2006 - Mehfuz
- 2008 - ReDhoom
- 2010 - Follow Your Dreams
- 2011 - Item